# Presses de la Cité
Presses de la Cité es una editorial francesa fundada en 1943 por Sven Nielsen, hijo y nieto de libreros, que llegó a París en 1924.  Antes de convertirse en editor, Nielsen se especializó en la exportación de libros franceses.
En 1988, con su fusión con Larousse- Nathan, el denominado Groupe de La Cité se convirtió en la segunda editorial de Francia y la décima más grande del mundo. Fue adquirida por Vivendi Universal Publishing y desde entonces es parte de Editis.

## Historia
Tras publicar varias traducciones de novelas estadounidenses, Presses de la Cité comenzó a publicar obras francesas en 1946, con títulos como Je me souviens... de Georges Simenon, que se convirtió en la primera parte de su novela Pedigrí. A razón de tres o cuatro libros al año, Presses de la Cité publicó 140 novelas de Simenon. Siguiendo el éxito de Simenon, otros autores en francés firmaron con la empresa, como Henri Queffélec, Jacques Laurent, Maurice Genevoix, René Barjavel y Heinz Günther Konsalik.
A partir de 1958, la compañía inició una serie de adquisiciones. En 1958 compró la editorial Amiot-Dumont, fundada en diciembre de 1946 como Le Livre Contemporain, que se especializó en libros populares y de viajes. Un año más tarde adquiere Éditions Perrin, editorial académica fundada en 1884. En 1961 compra las Éditions G.P., fundada en 1945 como Générale de Publicité, que se especializó en literatura juvenil y luego pasó a llamarse G. P. Rouge et Or . En 1961 compra Éditions Solar, especialista en libros infantiles y humor. En 1962, Presses de la Cité inició un sello de bolsillo llamado Presses-Pocket. Al año siguiente, se fusionó con Fleuve Noir.
En abril de 1965, Nielsen compró una participación mayoritaria en Union Générale d'Éditions (UGE), fundada en 1962, que incluía las imprentas Plón, 10/18, Éditions du Rocher, Éditions Julliard y Jean-Jacques Pauvert, y el distribuidor Sequana. Uno de los editores, Christian Bourgois, fundó su propia editorial bajo el paraguas de Presses de la Cité y, en 1968, fue nombrado director de 10/18. Tras estas adquisiciones, el grupo Sven Nielsen se convirtió en la segunda editorial francesa, después de Hachette Livre. Se diversificó en la publicación de trabajos sobre ciencias sociales y el mercado juvenil.
En abril de 1969, Nielsen y el grupo Bertelsmann formó un club de lectura sobre el modelo alemán, llamado France Loisirs, que pronto se convirtió en un éxito (Círculo de Lectores, en España).
En enero de 1971, la empresa reorganizó su distribución, creando Les Presses de la Cité Diffusion (para Presses de la Cité, G. P. Rouge et Or y Presses-Pocket) y Nouvelle Société Sequana (para Plon, Perrin, Julliard, Solar, 10/18, Bourgois y Le Rocher).
En 1973, las empresas Presses de la Cité, Diffusion y Sequana se fusionaron bajo el nombre de Messageries du Livre
Nielsen murió el 30 de diciembre de 1976, a los 75 años de edad. Su hijo Claude le sucedió y vendió algunas partes de la empresa al banco de inversión Générale Occidentale, que proporcionó capital para comprar Garnier y Bordas-Dunod.
En 1986, la empresa fue comprada por James Goldsmith, sociedad holding de Generale Occidentale, que vendió Generale Occidentale a Ambroise Roux, de la Compagnie Générale d'Electricité (CGE) al año siguiente. En 1988, Generale Occidentale fusionó Presses de la Cité con CEP Communications, filial de Havas SA, para crear Groupe de la Cité (GDC), que se convirtió en la segunda editorial más grande después de Hachette. En 1988, GDC adquirió la editorial infantil británica Kingfisher. En 1989, GDC adquirió la editorial francesa Dalloz, especialista en textos legales, y el editor de referencia británico Chambers. También lanzaron la editorial estadounidense Millbrook Press. En 1990, GDC adquirió Ediciones Robert Laffont. En 1992, GDC adquirió Harraps. GDC vendió Millbrook en 1994.
Havas y CEP obtuvieron el control casi completo del grupo en 1995. Con 7 mil millones Francos franceses de activos, se convirtió, en 1996, en la editorial más grande de Francia. Havas adquirió la propiedad total de CEP en 1997 y en 1998, Havas fue adquirida por la compañía que se convirtió en Vivendi. Presses de la Cité pasó a formar parte de Vivendi Universal Publishing (VUP), que en 2002 fue vendida a Grupo Hachette y luego en 2003 pasó a Wendel Investissement. Presses de la Cité luego pasó a formar parte de Editis. En 2008, Wendel vendió Editis a la española Grupo Planeta. En 2019, Vivendi adquirió Editis de Planeta. En 2023, Czech Media Invest, propiedad del multimillonario checo Daniel Křetínský, adquirió Editis a Vivendi.